# Tumor facial do diabo-da-tasmânia

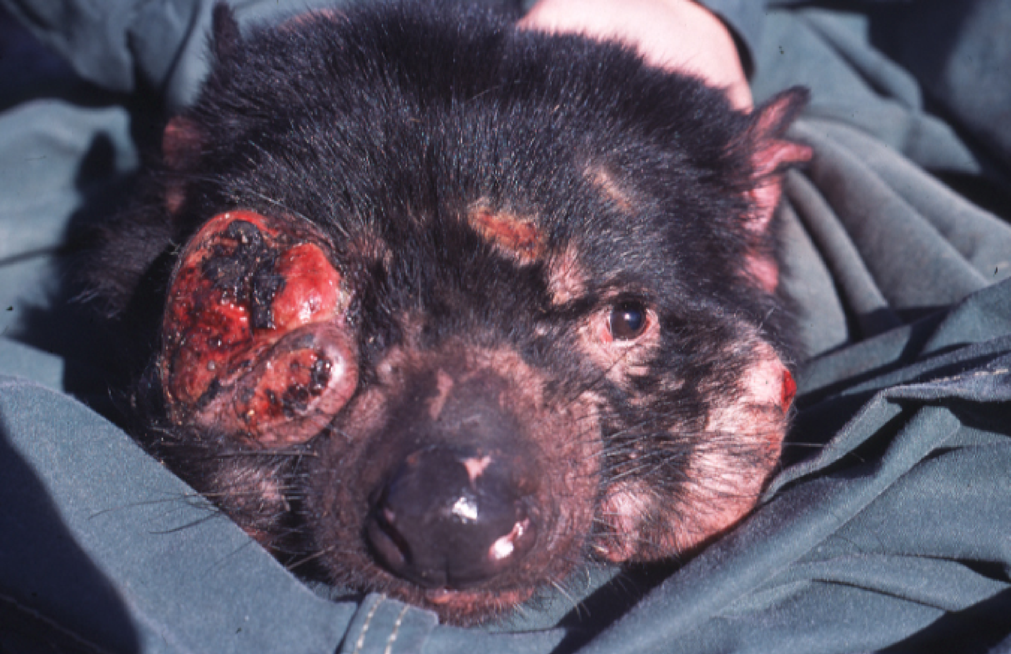
O tumor facial causa tumorações em torno da boca, levando o animal a morte.

Tumor facial do diabo-da-tasmânia ou Cancro facial do diabo-da-tasmânia (TFDT) é uma neoplasia (câncer) transmissível, agressiva e não-viral que afeta diabos-da-tasmânia. O primeiro registro oficial foi feito em 1996 na Tasmânia. No decorrer dos anos, a doença devastou as populações selvagens de diabos, com uma estimativa de declínio de 20% a 50%, em aproximadamente 65% da ilha. Populações altamente afetadas sofrem até 100% de mortalidade entre 12 a 18 meses. A patologia tem maior incidência na metade leste da Tasmânia. Os sinais do TFDT iniciam-se como lesões e nódulos ao redor da boca. Estes se desenvolvem em tumores cancerígenos que se espalham para toda a face e eventualmente pelo corpo. Os tumores interferem na alimentação, levando o animal a morte por inanição. O tumor facial é originário das células de Schwann.